# Елбасанско писмо
Елбасанско писмо или Елбасанска скрипта је први познати графички систем који се користи за албански језик.
Име долази од Елбасана, гдје је измишљено. Користи се углавном код Елбасана и Берата (Београда) и има 53 слова.
Елбасанско писмо (не сматрати се абецедом) је пријем заснован на грчком писму. Њен творац је локални учитељ Теодор Хаџи Филип (1730—1806).
Међутим, писање се ретко користи, углавном због масовне локалне неписмености, православно свештенство користи грчки алфабет, а католичка — латинска абецеда.
Вероватно датира из друге половине 18. века. Његово стварање објашњено је у контексту руско-турских ратова и формирања у Украјини Нове Србије (1751) и Славеносрбије (1753). Тада се појавила Јелисаветска Библија. Око 1780. године извесни учитељ и поп Данил на челу Нове академије у Москопољу, објавио је четворојезични речник (цинцарско-грчко-албанско-словенски]]), под називом „Уводна обука” (1794). До сада се претпоставља — Грегорије из Драча, архиепископ Драча од 1768. до 1772. године, je аутор Елбасанског јеванђеља, најстаријег рукописа на елбасанском писму. Елбасанско еванђеље објавио је Николаје Јорга.
У то време, у Венецији, Димитрије Теодосије штампа руском ћирилицом. У контексту османских припрема за руско-турски рат (1768—1774) након ликвидације Пећке патријаршије (1766) и Охридске архиепископије (1767), могуће је да је стварање ове абецеде иницирано политиком Високих порти у то време након дипломатске револуције и седмогодишњег рата у владавини Мустафе Трећег.